# Kino
 Ovo je glavno značenje pojma Kino. Za sovjetski glazbeni sastav pogledajte Kino (sastav).
Kino (slikokaz) ili kinodvorana je prostor u kojemu se prikazuju filmovi. Sličan je kazališnim dvoranama s redovima obrojčanih sjedala, koja su ponekad sklopiva. Veća kina imaju više kinodvorana, u kojima se istovremeno prikazuju filmovi. Najčešće publika kupuje ulaznicu kako bi gledala rpikazivanje filma na zaslonu.
U ranim godinama filma prikazivali su se uglavnom kratki dokumentarni filmovi. Prije 1910. godine, filmska tehnika bila je ograničena i mogli su se samo prikazivati filmovi koji su stali na jednu filmsku vrpcu. Nakon 1910. godine, prosječna dužina igranog filma bila je oko 20 minuta (dva diska filma). Nakon Drugog svjetskog rata, filmovi su trajali oko 60 minuta. Danas se filmovi prikazuju pomoću digitalne tehnike te u tom pogledu duljina filma nije ograničena. 